# Internationaler Sozialdienst
Der Internationale Sozialdienst  (ISD) ist die deutsche Zweigstelle einer internationalen Nichtregierungsorganisation namens International Social Service. Der ISD unterstützt Menschen bei Problemen, die einen Auslandsbezug haben, beispielsweise internationale Familienkonflikte, Kinder- und Jugendhilfe mit Auslandsbezug, Migration i. e. S. und Adoption.

## Geschichte
Gegründet wurde der Internationale Sozialdienst nach dem Ende des Ersten Weltkriegs. Im Zuge der weltweiten Migrationsbewegung brauchten die Menschen – und vor allem Frauen – Hilfe bei Immigration und Emigration. Der ISD half dabei, Papiere zu besorgen und informierte über jeweils zu beachtende Modalitäten.

## Arbeitsbereiche
Heute ist der Internationale Sozialdienst in vier Arbeitsbereiche unterteilt:

### 1. Internationale Familienkonflikte
Die zunehmende Migration ins In- und Ausland führt dazu, dass immer mehr Ehen geschlossen werden, in denen einer oder beide Partner einen Migrationshintergrund haben. Nicht nur Deutsche heiraten Partner aus dem Ausland, auch hier lebende Menschen ausländischer Nationalität heiraten Menschen aus anderen Staaten oder gründen gemeinsam eine Familie.
Gehen diese Beziehungen auseinander, kann es in diesen Partnerschaften zu heftigen Auseinandersetzungen über das Sorge- und Umgangsrecht kommen. Verlässt ein Partner Deutschland, um etwa in sein Heimatland zurückzukehren, erschwert dies zum einen die Ausgestaltung des Kontaktes zwischen Kindern und dem Elternteil, bei dem sie nicht leben; die Distanz und kulturelle Unterschiede können zudem dazu führen, dass ein Familienkonflikt verschärft wird. Jugendämter und Gerichte, aber auch andere Verfahrensbeteiligte sind in diesen Fällen mit besonderen Schwierigkeiten konfrontiert.

### 2. Länderübergreifende Kinder – und Jugendhilfe
Weder Auseinandersetzungen um Sorge- und Umgangsrecht noch Kindeswohlgefährdungen sind auf Deutschland beschränkt. Häufig geht die Trennung von Eheleuten mit einer räumlichen Trennung einher und ein Ehepartner verzieht ins Ausland. Eltern entziehen sich jugendhilferechtlichen Maßnahmen durch das Verlassen des jeweiligen Landes. Die räumliche Distanz erschwert die Lösung akuter Konflikte und Gefährdungslagen. Für die Mitarbeiter der zuständigen Fachstellen ist es daher häufig nicht einfach, das Geflecht aus Gesetzen, Konventionen und kulturellen Besonderheiten zu durchdringen.

### 3. Migration
Fragen von Migration und Integration gewinnen immer mehr an Bedeutung. Der ISD nimmt sich bereits seit langem einer besonders schutzbedürftigen Gruppe an – der Gruppe der unbegleiteten minderjährigen Flüchtlinge. Darüber hinaus ist der ISD tätig im Bereich Familienzusammenführung und Rückkehr ins Heimatland.

### 4. Internationale Adoption
Die Auslandsadoption hat in den letzten 30 Jahren stark zugenommen. Die Zahl der Adoptionsbewerber übersteigt derzeit die Zahl der weltweit adoptierbaren Kinder. Dies hat zur Folge, dass international vermehrt auch auf illegale Vermittlung zurückgegriffen wird. Im Mittelpunkt stehen dabei häufig nicht die Interessen des Kindes, sondern die Wünsche der Adoptionswilligen. Internationale Standards, die den Bedürfnissen des Kindes Rechnung tragen, existieren bereits. Der ISD hat an ihrem Erlass mitgewirkt. Unverzichtbar aber ist es, die Beachtung dieser Regelwerke sicherzustellen und für ihre Verbesserung zu sorgen. Nicht Eltern suchen ein Kind, sondern ein Kind sucht Eltern.